# Politique au Burundi
La politique au Burundi est basée sur le système politique du pays, soit une république multipartite à régime présidentiel où le président occupe la charge de chef d'État et où le premier ministre occupe la charge de chef de gouvernement. Le pouvoir exécutif est aux mains du gouvernement tandis que les deux chambres du Parlement (le Sénat et l'Assemblée nationale) partagent le pouvoir législatif avec le gouvernement.

## Paysage politique après la guerre civile
Au cours des dernières années, le paysage politique du Burundi a été dominé par la guerre civile qui éclata en 1993, jusqu'en 2005, et par un long processus de paix et de transition vers la démocratie.
En novembre 1995, les présidents du Burundi, Rwanda, Ouganda, Zaïre (maintenant République démocratique du Congo) lancèrent une initiative régionale de négociations de paix au Burundi, sous l'impulsion de l'ancien président de Tanzanie, Julius Nyerere. En juillet 1996, l'ancien président du Burundi, Pierre Buyoya, reprit le pouvoir à la suite d'un coup d'État. Il suspendit l'Assemblée nationale, dissolut les partis d'opposition et imposa un couvre-feu dans tout le pays. Le coup d'État fut largement dénoncé à l'étranger et le Burundi fut l'objet de sanctions commerciales dont la suspension était conditionnée à un retour à un gouvernement constitutionnel. Buyoya accepta de légaliser à nouveau les partis d'opposition mais la guerre entre l'armée régulière et les milices Hutu continua. En juin 1998, Buyoya promulgua une constitution transitoire et annonça une coopération entre le gouvernement et l'Assemblée dominée par l'opposition. Après la mort de Nyerere en octobre 1999, les dirigeants régionaux désignèrent Nelson Mandela comme médiateur du processus d'Arusha. Celui-ci parvint à relancer les négociations à la fois vers la paix, et vers la démocratie,.

## Mise en place des nouvelles institutions

### Élections communales du 3 juin 2005
Le 3 juin 2005, des élections communales ont été organisées au Burundi. Selon les résultats définitifs publiées le 23 juin par la Commission électorale nationale indépendante, le Conseil national pour la défense de la démocratie (CNDD FDD, anciens rebelles hutu des Forces pour la défense de la démocratie) obtient 57,3 % des voix et remporte 1781 sièges, devant le Front pour la démocratie au Burundi (Frodebu, parti hutu du président Domitien Ndayizeye) avec 822 sièges et l’Union pour le progrès national (Uprona, Tutsi) avec 260 sièges. Le taux de participation atteint 80,60 %.

### Élection présidentielle de 2005
Le président Pierre Nkurunziza, ancien chef rebelle des Forces pour la défense de la démocratie transformé en un parti, le CNDD FDD, est élu le 19 août 2005. Nkurunziza est le premier président élu démocratiquement depuis le début de la guerre civile, remplaçant le président de transition Domitien Ndayizeye.

### Réconciliation nationale
Depuis son entrée en fonction le 26 août 2005, le nouveau président Pierre Nkurunziza a mis en place un gouvernement en associant les autres partis politiques ainsi qu'une plus forte représentation des femmes : 7 femmes sur 21 ministres. Le gouvernement s'est donné pour priorité d'éradiquer la corruption qui sévit dans le pays.
Le 14 mars 2006, la ministre burundaise de la Justice, Clotilde Niragira, annonce la libération d’un dernier groupe de 1 864 prisonniers « politiques », essentiellement des Hutus accusés de massacres de Tutsis, indiquant que « La Commission chargée d’identifier les prisonniers politiques a terminé son travail ». Ces nouvelles libérations portent à 3 299 le nombre de détenus libérés depuis janvier dans le cadre de la politique de réconciliation nationale. Cependant, les ligues de droits de l'homme et un certain nombre d'autres organisations de la Société Civile estiment que ces libérations constituent une violation grave de la Convention de Génève pour la Répression du Crime de Génocide. La raison avancée est que presque toutes les personnes libérées sont accusées de génocide, un crime inaministiable et imprescriptible.

## Pouvoir exécutif
Le président est élu au suffrage universel et nommait jusqu'en 2020 deux vice-présidents. À partir de 2020, la fonction de Premier ministre est recréée, et il n'existe plus qu'un seul vice-président, à la fonction honorifique.
| Fonction         | Nom                   | Parti    | Depuis       |
| ---------------- | --------------------- | -------- | ------------ |
| Président        | Évariste Ndayishimiye | CNDD-FDD | 18 juin 2020 |
| Vice-président   | Prosper Bazombanza    | UPRONA   | 24 juin 2020 |
| Premier ministre | Nestor Ntahontuye     | CNDD-FDD | 5 août 2025  |

## Pouvoir législatif
L'Assemblée nationale du Burundi est composée de 118 membres, élus à la proportionnelle avec un quorum de 2 %, pour un mandat de cinq ans. Le Sénat compte 49 membres élus pour cinq ans par un collège électoral réunissant les conseillers communaux. Des sièges supplémentaires peuvent être ajoutés aux deux chambres pour garantir une bonne représentation des ethnies et des sexes. En raison de l'histoire de leur création, les partis politiques burundais comportaient une forte connotation ethnique. Depuis que la nouvelle constitution est entrée en vigueur, la référence ethnique est prohibée. Le Palipehutu-FNL a notamment dû retirer la première partie de son nom lorsqu'il est devenu un parti politique en 2009 et a seulement conservé l'appellation Forces nationales de libération (FNL). De fait, la plupart des partis sont aujourd'hui mixtes, et recrutent indifféremment dans les deux ethnies majoritaires[réf. nécessaire], les Twas restant encore assez marginalisés en politique.